# Jacek Ramian
Jacek Ramian (ur. 30 czerwca 1950 w Tarnowie) – polski mechanik i polityk, poseł na Sejm PRL VIII kadencji.

## Życiorys
Ukończył technikum mechaniczne w Zespole Szkół Zawodowych i Licealnych nr 2 w Tarnowie, później zdobył wykształcenie wyższe ekonomiczne. Podjął pracę w Zakładach Mechanicznych w Tarnowie, którą wykonywał przez 24 lata.
Działał w Związku Socjalistycznej Młodzieży Polskiej i od 1971 w Polskiej Zjednoczonej Partii Robotniczej, w której był członkiem egzekutywy Komitetu Zakładowego, sekretarzem OOP oraz członkiem plenum Komitetu Miejskiego w Tarnowie. Od 1980 do 1985 sprawował mandat posła na Sejm PRL VIII kadencji w okręgu Tarnów. Pełnił funkcję sekretarza Sejmu. Zasiadał w Komisji Handlu Zagranicznego, Komisji Przemysłu Ciężkiego, Maszynowego i Hutnictwa, Komisji Administracji, Gospodarki Przestrzennej i Ochrony Środowiska oraz w Komisji Współpracy Gospodarczej z Zagranicą i Gospodarki Morskiej.
Od 1982 był Komendantem Wojewódzkim, a następnie dyrektorem Centrum Kształcenia i Wychowania Ochotniczych Hufców Pracy w Tarnowie, zaś od 1992 prowadził własną firmę usługowo-handlową. W 2002 z rekomendacji Sojuszu Lewicy Demokratycznej został prezesem ZM w Tarnowie. W maju 2008 został odwołany z tej funkcji. W lutym 2010 został prezesem Zarządu Gminnego Przedsiębiorstwa Kanalizacyjnego w Niedomicach. W tym samym roku bez powodzenia kandydował z listy SLD do rady Tarnowa.